# Casa al carrer de Laureà Dalmau, 12 (Agullana)
La casa al Carrer de Laureà Dalmau, 12 és un edifici al nucli urbà d'Agullana (Alt Empordà) catalogat a l'Inventari del Patrimoni Arquitectònic de Catalunya.
Situat dins de la població d'Agullana, a la banda de tramuntana del terme. La construcció presenta el parament arrebossat i pintat, amb un sòcol de diferent color a la part inferior de la façana. Edifici entre mitgeres de planta rectangular, amb la coberta de teula de dos vessants i distribuït en planta baixa i dos pisos. La façana principal, orientada al carrer, presenta les obertures rectangulars. A la planta baixa hi ha l'element més destacable de la construcció, el portal d'accés a l'interior. Està bastit amb grans blocs de granit desbastats i presenta la llinda plana monolítica gravada amb la següent inscripció: “PERA GRANES 1703 TONI SOLE ME FE”. Al costat del portal hi ha una senzilla finestra amb l'emmarcament arrebossat. Al primer pis hi ha dues finestres emmarcades en pedra granit desbastada i amb les llindes planes. La segona planta presenta dues finestres més, tot i que de dimensions més reduïdes i amb els emmarcaments arrebossats i en relleu. Els ampits de totes les finestres de la casa són bastits amb ceràmica.